# Game Music Festival
Game Music Festival – festiwal o charakterze międzynarodowym poświęcony popularyzacji muzyki z gier wideo i promowaniu ich ścieżek dźwiękowych jako formy sztuki. Festiwal odbywał się do tej pory w gmachu Narodowego Forum Muzyki we Wrocławiu oraz Royal Festival Hall w Londynie. W 2020 r. trzecia edycja Festiwalu była transmitowana na żywo w Internecie za pośrednictwem platformy Twitch.  
W trakcie trzeciej edycji odbyła się także po raz pierwszy gala wręczenia nagród w ramach konkursu GMF High Score Competition. Organizatorem festiwalu jest Fundacja Game Music. Piąta edycja Festiwalu zaplanowana jest na 4 maja 2024 w Londynie

## Idea festiwalu
Formuła Game Music Festival opiera się na serii koncertów, których materiał muzyczny jest autorskim opracowaniem ścieżek dźwiękowych pochodzących z wybranej serii gier. Koncerty mają na ogół charakter monograficzny, skupiony na spójnym zaprezentowaniu publiczności oprawy muzycznej danej gry lub twórczości kompozytora, nie mieszając przy tym więcej niż kilku z nich jednocześnie. Koncerty te przyjmują różną formę, taką jak: suity symfoniczne, concerto grosso, występ big-bandu jazzowego.
Wykonawcami podczas festiwalu są orkiestry symfoniczne (NFM Filharmonia Wrocławska, Orkiestra Filharmonii Opolskiej, Philharmonia Orchestra), formacje grające muzyką nową (Sound Factory Orchestra), chóry (Medici Cantantes, Chór NFM, Hertfordshire Chorus), big-bandy (Bartosz Pernal Orchestra), a także soliści. Podczas koncertów nie są prezentowane żadne wizualizacje, a nagłośnienie realizowane jest przede wszystkim akustycznie, tzn. bez użycia wzmacniaczy, chyba że wymaga tego dany instrument.
W trakcie Game Music Festival mają miejsce również wydarzenia towarzyszące takie jak warsztaty muzyczne, prelekcje, panele dyskusyjne czy spotkania z gośćmi specjalnymi. Na każdej edycji GMF organizatorzy zapraszają kompozytorów związanych z danym repertuarem, którzy następnie uczestniczą w wydarzeniach towarzyszących.

## Repertuar
Poniższa tabela zawiera zestawienie koncertów wszystkich edycji Game Music Festival wraz z powiązanymi soundtrackami.
| Rok  | Nazwa koncertu                        | Ścieżki dźwiękowe                                                                              | Wykonawcy                                              |
| ---- | ------------------------------------- | ---------------------------------------------------------------------------------------------- | ------------------------------------------------------ |
| 2018 | The Symphony of Heroes                | Seria Heroes of Might and Magic (części II III, IV)                                            | NFM Filharmonia Wrocławska                             |
| 2018 | The Jazz of Grim Fandango             | Grim Fandango                                                                                  | Bartosz Pernal Orchestra                               |
| 2018 | The Symphony of the Forest            | Ori and the Blind Forest                                                                       | Sound Factory Orchestra                                |
| 2018 | The Symphony of the Storm             | Diablo, Diablo 2, World of Warcraft, StarCraft, StarCraft II                                   | NFM Filharmonia Wrocławska, Chór NFM                   |
| 2019 | The Symphony of the Desert            | Journey, Abzû, The Banner Saga                                                                 | Sound Factory Orchestra                                |
| 2019 | The Symphony of the Colossus          | ICO, Shadow of the Colossus, The Last Guardian                                                 | Sound Factory Orchestra                                |
| 2019 | The Symphony of the Shadows           | Assassin's Creed 2, seria Hitman (części Codename 47, Silent Assassin, Contracts, Blood Money) | NFM Filharmonia Wrocławska, Chór NFM                   |
| 2020 | The Symphony of Four Worlds           | Bastion, Transistor, Pyre, Hades                                                               | Sound Factory Orchestra                                |
| 2020 | The Symphony of Sin                   | Divinity: Original Sin II, Baldur's Gate III                                                   | Orkiestra Filharmonii Opolskiej, Chór Medici Cantantes |
| 2022 | The Jazz of Cuphead                   | Cuphead                                                                                        | Bartosz Pernal Orchestra                               |
| 2022 | The Symphony of the Spirits           | Ori and the Will of the Wisps, Ori and the Blind Forest                                        | Philharmonia Orchestra, Hertfordshire Chorus           |
| 2024 | The Symphony of the Realms            | Baldur's Gate 3                                                                                | Philharmonia Orchestra, Hertfordshire Chorus           |
| 2024 | The Sounds of the Fireflies           | The Last of Us, The Last of Us Part II                                                         | Philharmonia Orchestra, Gustavo Santaolalla            |
| 2024 | The Sounds of the Fireflies - Wrocław | The Last of Us, The Last of Us Part II                                                         | NFM Filharmonia Wrocławska, Gustavo Santaolalla        |